# Geosmithia cylindrospora
Geosmithia cylindrospora är en svampart som först beskrevs av G. Sm., och fick sitt nu gällande namn av Pitt 1979. Geosmithia cylindrospora ingår i släktet Geosmithia, ordningen köttkärnsvampar, klassen Sordariomycetes, divisionen sporsäcksvampar och riket svampar.   Inga underarter finns listade i Catalogue of Life.